# Офтальмоплегія
Офтальмоплегія, Офтальмопарез — повний (плегія) і неповний (парез) параліч всіх або декількох м'язів ока. Є симптомом ураження окорухових нервів при багатьох захворюваннях мозку, інтоксикаціях, інфекціях тощо. Серед прояівів офтальмоплегії нерухомість ока, птоз та інше.